# Jacob Wiener

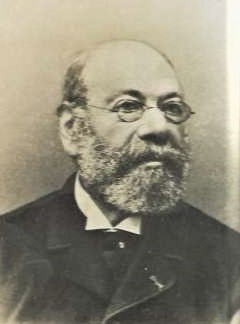
Jacob Wiener

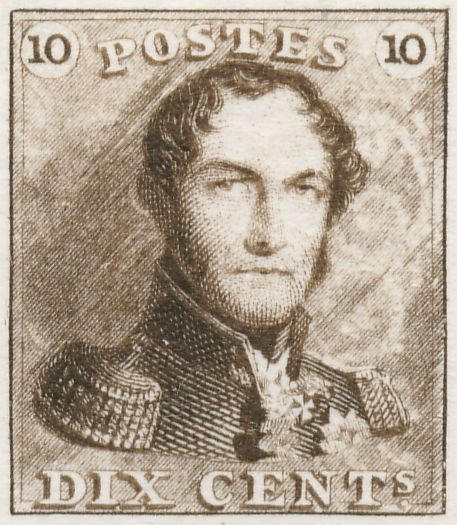
Eerste postzegel van België, ontworpen door Jacob Wiener

Jacob (Jacques) Wiener (Hoerstgen bij Kamp-Lintfort, 27 februari 1815 – Brussel, 3 november 1899) was een graveur van munten, medailles en postzegels. Hij was vanaf 1839 werkzaam in Brussel.
Jacob stamt uit een Joodse familie, die pas in 1808 de achternaam Wiener aangenomen heeft. Hij is de oudste van 10 kinderen van Marcus Wiener en Hanna Baruch, naast onder anderen Leopold en Charles Wiener. Op 4-jarige leeftijd verhuist hij naar Venlo. Wanneer hij 13 is geworden gaat hij in de leer bij zijn oom, de graveur Loeb Baruch, die in Aken woont. Na een verblijf in Parijs vestigt hij zich in 1839 als zelfstandig graveur in Brussel en neemt in 1845 de Belgische nationaliteit aan. Ook in dat jaar trouwt hij met Annette Levy Newton. In 1872 wordt hij nagenoeg blind, waardoor hij in 1877 zijn werk op moet geven.
Het eerste belangrijke werk van Jacques Wiener is een munt uit 1840 die de teruggave van Venlo aan Nederland een jaar eerder memoreert. In 1848 krijgt hij de opdracht voor de gravure van de eerste Belgische postzegel, voorstellende koning Leopold I. Deze opdracht voert hij samen met zijn broer Leopold Wiener uit. In 1851 raakt Wiener ook betrokken bij de ontwikkeling van de eerste Nederlandse postzegel die op 1 januari 1852 verschijnt. Hij werkt daarbij samen met de Amsterdamse ontwerper en graveur Johann Wilhelm Kaiser. Zijn aandeel bestaat daaruit dat hij de drukplaten voor deze emissie graveert en onderhoudt. Hij blijft tot de laatste oplagen van beide uitgiften betrokken bij het drukproces.
Ook was Wiener de ontwerper van de eerste postzegel van Luxemburg (land) (1852).
In 1987 wordt Jacques Wiener door de Belgische posterijen geëerd met een herdenkingspostzegel.
- Biografisch Portaal: 64955566
- Digitale Bibliotheek voor de Nederlandse Letteren: wien004
- Gemeinsame Normdatei: 119017059
- International Standard Name Identifier: 0000 0000 3417 3517
- Library of Congress Control Number: nr2003026591
- Nationale Bibliotheek van Israël: 987010293671505171
- RKD-Nederlands Instituut voor Kunstgeschiedenis: 84202
- Système universitaire de documentation: 254677037
- Virtual International Authority File: 305232231